# セレンチ - ヒダシュネーメティ線
セレンチ - ヒダシュネーメティ線（ハンガリー語;Szerencs–Hidasnémeti-vasútvonal）は、ハンガリー国鉄の鉄道線の名称である。路線番号は98。

## 運行形態[1]
アバウーイサーントーで運転系統が分かれる。

### セレンチ - アバウーイサーントー間
全て各駅停車で、2時間に1本の運行。

### アバウーイサーントー - ヒダシュネーメティ間
一日3往復の運行。ただし夏季および春季の休日には一日5往復に増発される。ヒダシュネーメティで、90号線ミシュコルツ方面の列車に接続する。
2022年春以前は一日2往復（春季・夏季の休日には一日3往復）であったが、2022年度より夏季は毎日3往復の運行となり、さらに7月のダイヤ改正で通年で増発された。

## 駅一覧
以下では、ハンガリー国鉄98号線の駅と営業キロ、停車列車、接続路線などを一覧表で示す。なお、全て各駅停車である。
| 路線名 | 駅名                                 | 駅間営業キロ | 累計営業キロ | 接続路線                                                                         | 所在地                                 | 所在地     |
| ------ | ------------------------------------ | ------------ | ------------ | -------------------------------------------------------------------------------- | -------------------------------------- | ---------- |
| 98     | セレンチ駅                           | -            | 0            | 80号線（シャートラヤウーイヘイ方面、ブダペスト方面） 100号線（デブレツェン方面） | ボルショド・アバウーイ・ゼンプレーン県 | セレンチ郡 |
| 98     | マード駅                             | 6            | 6            |                                                                                  | ボルショド・アバウーイ・ゼンプレーン県 | セレンチ郡 |
| 98     | ラートカ駅                           | 5            | 11           |                                                                                  | ボルショド・アバウーイ・ゼンプレーン県 | セレンチ郡 |
| 98     | タールヤ駅                           | 2            | 13           |                                                                                  | ボルショド・アバウーイ・ゼンプレーン県 | セレンチ郡 |
| 98     | ゴロプ駅                             | 2            | 15           |                                                                                  | ボルショド・アバウーイ・ゼンプレーン県 | セレンチ郡 |
| 98     | アバウーイサーントーイ・フュルデー駅 | 4            | 19           |                                                                                  | ボルショド・アバウーイ・ゼンプレーン県 | ゲンツ郡   |
| 98     | アバウーイサーントー駅               | 2            | 21           |                                                                                  | ボルショド・アバウーイ・ゼンプレーン県 | ゲンツ郡   |
| 98     | アバウーイケール駅                   | 3            | 24           |                                                                                  | ボルショド・アバウーイ・ゼンプレーン県 | エンチ郡   |
| 98     | ボルドグケーヴァーラヤ駅             | 4            | 28           |                                                                                  | ボルショド・アバウーイ・ゼンプレーン県 | ゲンツ郡   |
| 98     | コルラート・ヴィジョイ駅             | 2            | 30           |                                                                                  | ボルショド・アバウーイ・ゼンプレーン県 | ゲンツ郡   |
| 98     | フォニ駅                             | 6            | 36           |                                                                                  | ボルショド・アバウーイ・ゼンプレーン県 | ゲンツ郡   |
| 98     | ヘイツェ・ヴィルマーニ駅             | 1            | 37           |                                                                                  | ボルショド・アバウーイ・ゼンプレーン県 | ゲンツ郡   |
| 98     | ゲンツルスカ駅                       | 3            | 40           |                                                                                  | ボルショド・アバウーイ・ゼンプレーン県 | ゲンツ郡   |
| 98     | ゲンツ駅                             | 3            | 43           |                                                                                  | ボルショド・アバウーイ・ゼンプレーン県 | ゲンツ郡   |
| 98     | ジュイタ駅                           | 3            | 46           |                                                                                  | ボルショド・アバウーイ・ゼンプレーン県 | ゲンツ郡   |
| 98     | ヒダシュネーメティ駅                 | 5            | 51           | 90号線（ミシュコルツ方面） スロバキア国鉄169号線（コシツェ方面）                 | ボルショド・アバウーイ・ゼンプレーン県 | ゲンツ郡   |